# 기독교강원영동방송
기독교강원영동방송(상호명 : 강원영동씨비에스, 약칭 : 강원영동CBS, 영어: Gangwon Yeongdong Christian Broadcasting System)은 개신교계 방송 중 하나로서, 대한민국 강원특별자치도 영동 지역의 민영 방송이다.
지상파 라디오 방송국을 가지고 있으며, 씨비에스 기업집단의 주력 업체로 CBSi, 노컷뉴스 등 다수의 계열사를 아래에 두고 있다.

## 역사

### 1980년대
- 1983년 3월 8일 강릉시 기독교연합회 결의로 "CBS 강릉방송국 설립추진위원회"구성 (초대위원장 : 이동연 목사 취임)

### 1990년대
- 1994년 1월 "설립추진위원회 2대 위원장"이형구 목사 취임
- 1999년 4월 12일 미국흑인 영가단 초청공연 (강릉대학교 문화관)
- 1999년 5월 13일 영동방송 허가 추진 (문화관광부)
- 1999년 7월 22일 CBS영동방송으로 명칭변경 (문화관광부)
- 1999년 11월 1일 CBS영동방송 설립본부 개설 (본부장 : 조성호)

### 2000년대
- 2000년 3월 7일 방송 허가증 접수 (정보통신부 : 주파수 91.5 Mhz. 출력3kw)
- 2000년 5월 20일  강릉시 구교육청을 사옥으로 임대
- 2000년 6월 1일  사옥입주 및 방송기자재 발주 감사예배
- 2000년 8월 10일  CBS영동방송 운영이사회 창립총회
- 2000년 10월 10일  설립본부장 김진규 취임
- 2001년 6월 25일  시험송 개시 (오전 10시∼오후 6시)
- 2001년 8월 18일  개국기념 "성가합창제" (강릉문화예술관)
- 2001년 8월 19일  개국기념 "새롭게하소서" 특별공연 (강릉중앙감리교회)
- 2001년 8월 20일  개국기념예배 및 개국식 초대 김진규 본부장 취임
- 2001년 11월 23일  2대 김항진 본부장 취임
- 2001년 12월 14일  불가리아 "소피아 마드리갈 합창단" 초청공연 (강릉대학교 문화관)
- 2002년 2월 2일  CBS영동방송 운영위원회 창립 총회 (강릉중앙감리교회)
- 2002년 4월 1-3일  러시아 국립 "별" 소년소녀 합창단 초청공연 (강릉,동해,삼척)
- 2002년 8월 6일  개국1주년 "통일 음악회" (강릉경포해수욕장 특설무대)
- 2002년 10월 26일  "worship concert" (강릉제일장로교회)
- 2002년 11월 19일  제2회 CBS성가합창제 (강릉문화예술회관)
- 2002년 12월 14일  "덴마크 국립 합창단 초청공연" (강릉대학교 문화관)
- 2003년 4월 23일  불가리아 "Saint Kyril Metodi 합창단" 초청공연
- 2003년 4월 28일  (삼척문화예술관, 강릉문화예술관)
- 2003년 8월 1일  CBS영동방송 개국 2주년 기념 해변축제 '사랑의노래, 평화의 노래'(경포해수욕장 특설무대)
- 2003년 8월20일  3대 윤기화 본부장 취임
- 2003년 9월 20일  CBS영동방송 개국 2주년 기념 제3회 CBS성가합창제(강릉문화예술관)
- 2003년 12월 8-9일  2003 성탄축하 터키 국립합창단 초청공연 (동해, 강릉)
- 2004년 6월 3-10일  백두산기도회
- 2004년 7월 1일  CBS여성합창단 창단연주회(강릉문화예술관)
- 2004년 8월 6일  창립3주년 해변음악회(경포해수욕장 특설무대)
- 2004년 10월 21일  CBS네오챔버오케스트라 창단연주회(동해문화예술관) 제4회 CBS성가합창제(동해문화예술관)
- 2004년 12월 22일  2004년 성탄축제“하늘에는영광·땅에는평화”(강릉중앙감리교회)
- 2005년 8월 8일  CBS 영동방송 창립 4주년 기념 강원대회
- 2005년 10월 6일 제4대 이영선 본부장 취임
- 2005년 12월 17일  제5회 CBS 성가 합창제
- 2006년 2월 21일 러시아 국립 "볼쇼이 극장 솔리스트" 초청 내한 공연
- 2006년 9월 13일 강원 선교대회
- 2007년 3월 28일  제3대 운영이사장 이철 목사 취임
- 2007년 3월 29일  러시아 국립방송 교향 악단 내한 공연
- 2007년 7월 4일  운영이사회 회칙 전면수정 통화
- 2007년 8월 20일  구협약서폐지, 표준협약서채택
- 2007년 9월 6일  신규 9개교회 이사교회로 새로영입
- 2007년 10월 16일  이탈리아 라스칼라 극장 "오페라 솔리스트" 초청 공연
- 2008년 2월 25일  제5대 양기엽 본부장 취임
- 2008년 11월 1일  김동규 “가을의 어느 멋진날” 공연
- 2008년 11월 24일  영동CBS 자선 골프대회
- 2008년 12월 10일  강원 선교대회
- 2008년 12월 22일  모스크바 소년 소녀 합창단 내한공연
- 2009년 6월 27일  오페라 <카르멘> 주역가수 초청 갈라 콘서트
- 2009년 10월 10일  이정식 재즈 오케스트라 "재즈의 가을 대향연"
- 2009년 10월 26일  영동CBS 아마추어 골프대회

### 2010년대
- 2010년 3월 6일  세르게이 트로파노프와 웅산의 아름다운 만남
- 2010년 4월 17일  제4대 운영이사장 임인채 목사 취임
- 2010년 6월 14일  영동CBS배 전국 목회자 테니스 대회
- 2010년 10월 26일  러시아국립 레드스타 레드아미 코러스&앙상블 내한공연
- 2010년 11월 15일  영동CBS 아마추어 골프대회
- 2011년 1월 14일  제6대 배재우 본부장 취임
- 2011년 6월 28일  10주년'톱스타 BIG3 콘서트'공연
- 2011년 8월 30일  영동CBS 10주년기념 리셉션
- 2011년 11월 8일  '7080 가을 콘서트'공연
- 2011년 11월 11일  영동선교대회개최
- 2011년 12월 26일  제7대 김세환 본부장 취임
- 2012년 3월 5일  제8대 이 길 형 본부장 취임
- 2012년 4월 4일  제5대 운영이사장 서석근 목사 취임
- 2012년 4월 30일  제6회 영동CBS 아마추어 골프대회
- 2012년 6월 26일  21세기 테너들 내한공연
- 2012년 10월 27일  7080 가을 음악 대향연
- 2012년 12월12일  LOVE 가스펠콘서트
- 2013년 5월 6일 	 제7회 영동CBS 아마추어 골프대회
- 2013년 6월 22일  돈 코사크 합창단 & 카프카스 댄스앙상블
- 2013년 11월 5일  가을의 재즈 콘서트
- 2013년 12월 18일 인치엘로와 함께하는 해피크리스마스
- 2014년 2월 11일  제9대 권 혁 률 본부장 취임
- 2014년 3월 14일  제6대 운영이사장 이명형 목사 취임
- 2014년 6월 21일  바리톤 김동규 초청음악회 ‘아름다운 당신에게’
- 2014년 7월 17일  영동CBS 목회자 부부세미나
- 2014년 10월 7일  힐링보이스 ‘스칼라 앤 콜라쉬니 내한공연’
- 2014년 11월 7일  '강원영동CBS' 사명변경
- 2014년 11월 23일  CBS와 함께하는 시민초청 가을 음악회
- 2014년 12월 21일  CBS와 함께하는 christmas concert
- 2015년 6월 19일  재즈파크 빅밴드와 유열의 힐링콘서트
- 2015년 6월 22일  제10대 오준석 본부장 취임
- 2015년 7월 16일  제2회 강원영동CBS 목회자 부부 세미나
- 2015년 10월 17일  강원영동CBS 7080 콘서트
- 2015년 11월 19일  영화 '프리덤' CGV 개봉
- 2015년 11월 27일  최용덕간사 초청예배 (강릉샘물감리교회)
- 2015년 11월 30일  크리스쳔 골프대회
- 2015년 12월 6일  강원영동CBS 조이포유콘서트
- 2016년 1월 4일  CJ헬로비젼 TV 송출
- 2016년 1월 22일  최승남집사초청 철야기도회 (사천감리교회)
- 2016년 2월 25일  영화 '레터스투갓' CGV, 롯데시네마 개봉
- 2016년 3월 23일  제7대 운영이사장 이상진 목사 취임
- 2016년 5월 20일  최인혁 전도사 초청 금요철야기도회 (주문진성결교회)
- 2016년 6월 3일  강원영동CBS 창립15주년 모스크바남성합창단 초청공연 (강릉장로교회 TG홀)
- 2016년 7월 14일  강원영동CBS 제3회 목회자부부세미나(정동진 선크루즈)
- 2016년 9월 3일  강원영동CBS 음향입문세미나(사천감리교회)
- 2016년 10월 29일  금난새와 함께하는 해설이 있는 음악회(강릉원주대학교 해람문화관)
- 2016년 12월 2일  사랑나눔찬양콘서트(강릉시청 대강당)
- 2016년 12월 18일  크리스천 연합 합창제(강릉중앙감리교회)
- 2016년 12월 19일  제11대 김동혁 본부장 취임
- 2017년 6월 11일  사랑나눔음악회(강릉성결교회)
- 2020년 하반기  속초, 동해 초록봉 중계소 개국(주파수 91.9MHz, 출력 100W)

### 2020년대
- 2023년 6월 11일 강원특별자치도 강릉시 원대로26번길 32

## 방송 송출 시설망
| 강원영동CBS 라디오 | 강원영동CBS 라디오 | 강원영동CBS 라디오 | 강원영동CBS 라디오 | 강원영동CBS 라디오                               |
| 송신소             | 주파수             | 출력               | 호출부호           | 송신소 위치                                      |
| ------------------ | ------------------ | ------------------ | ------------------ | ------------------------------------------------ |
| 괘방산 송신소      | FM 91.5㎒          | 3㎾                | HLCO-FM            | 강원 강릉시 강동면 정동진리 산19-1 (MBC강원영동) |
| 초록봉 중계소      | FM 91.9㎒          | 100W               | HLCO-FM            | 강원 동해시 비천동 산243-2                       |
| 속초 중계소        | FM 91.9㎒          | 100W               | HLCO-FM            | 강원 속초시 도문동 산321                         |

### 라디오 시보 멘트
- 표준FM 91.5MHz, 속초, 고성, 동해, 삼척 91.9MHz 바르고 따뜻한 세상을 만드는 CBS 라디오입니다. HLCO

## 같이 보기
- KBS강릉방송국
- MBC강원영동 강릉방송국
- MBC강원영동 삼척방송국
- G1방송
- TBN 강원교통방송
- 강릉국악방송
- BBS 춘천불교방송